# Китайська чайна культура

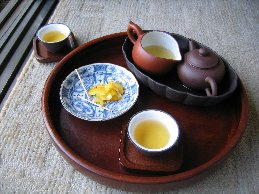
Чай у чайнику по-китайськи.

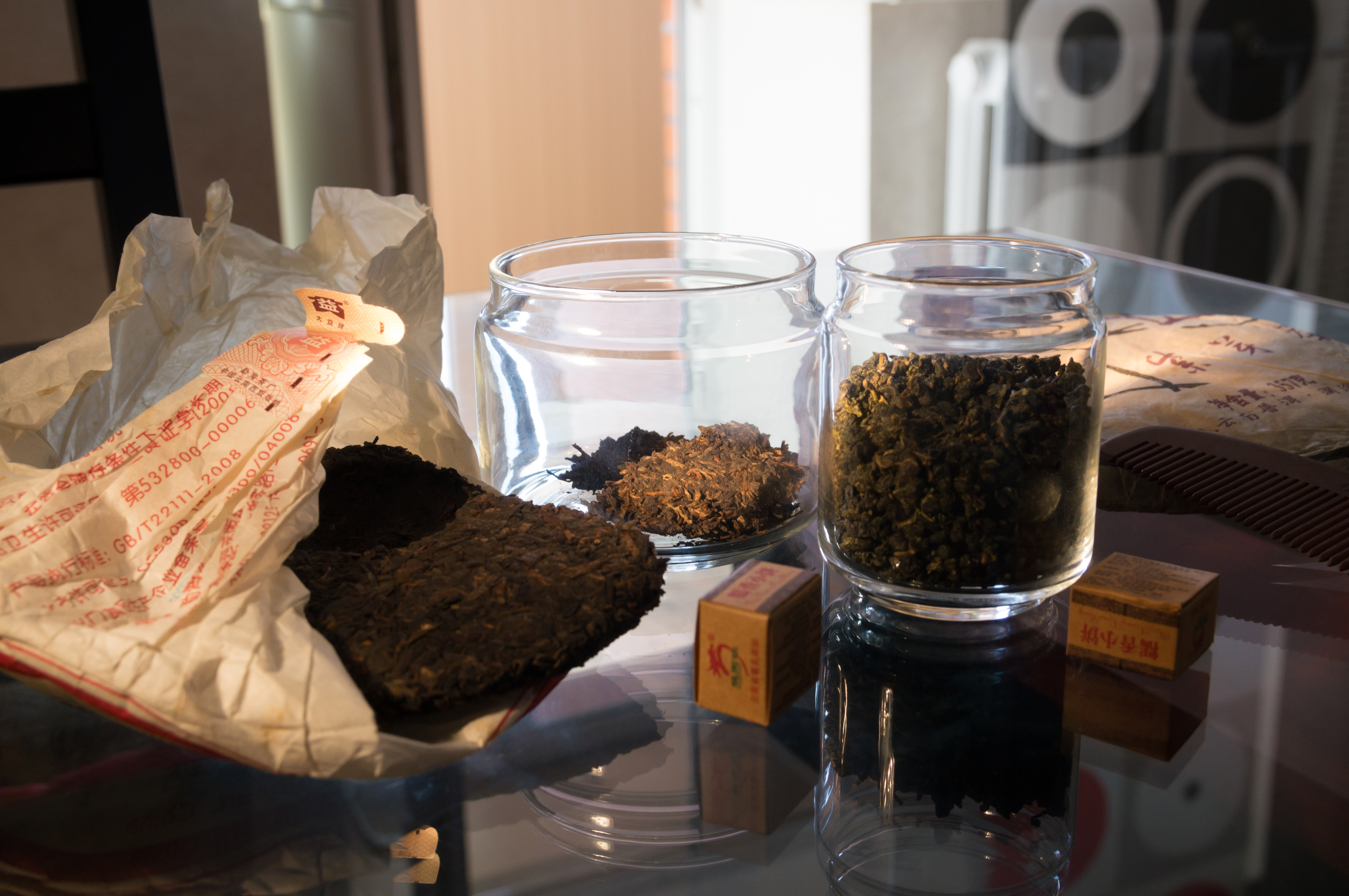
Китайський чай.

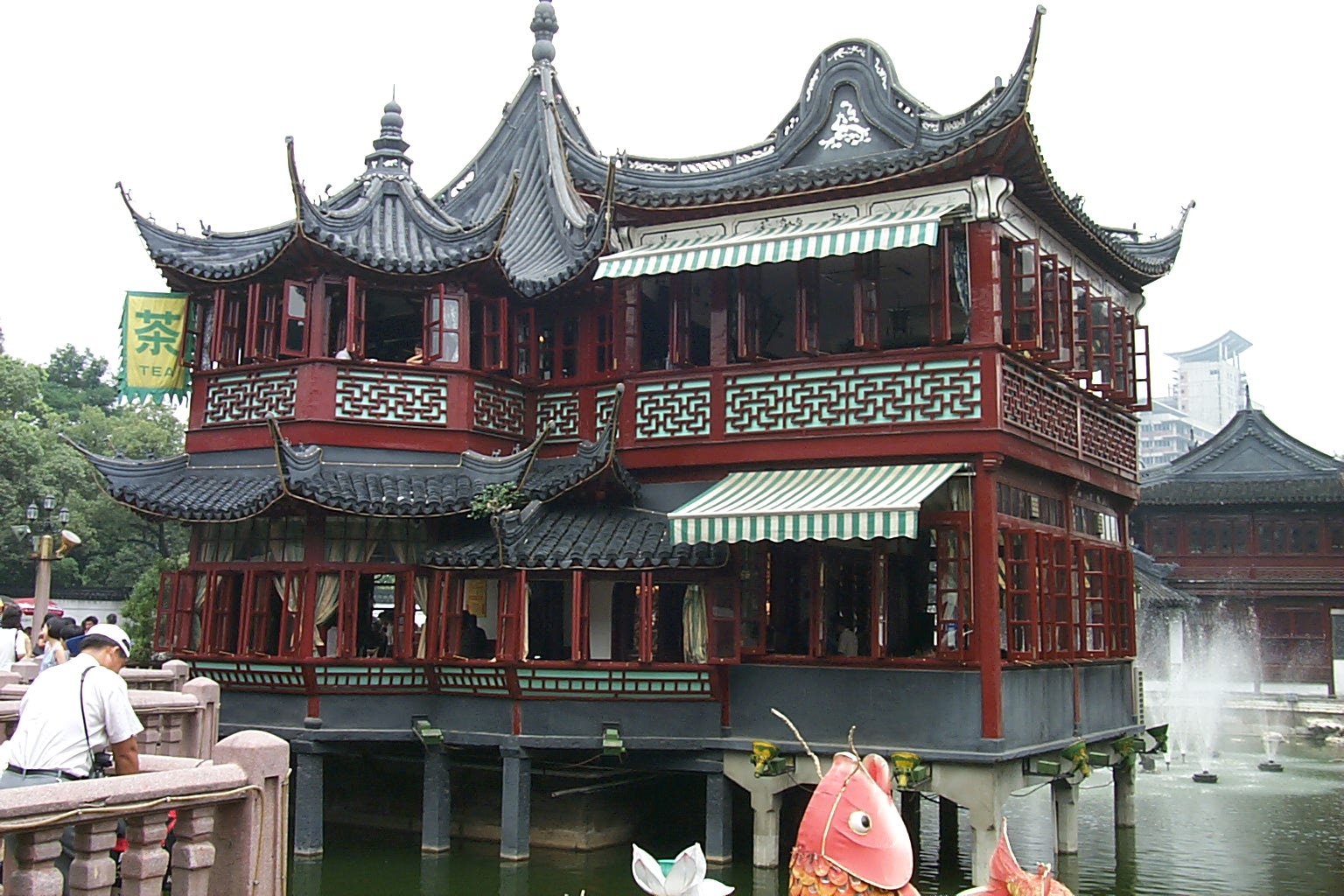
Чайний будинок у Шанхаї, Китай.

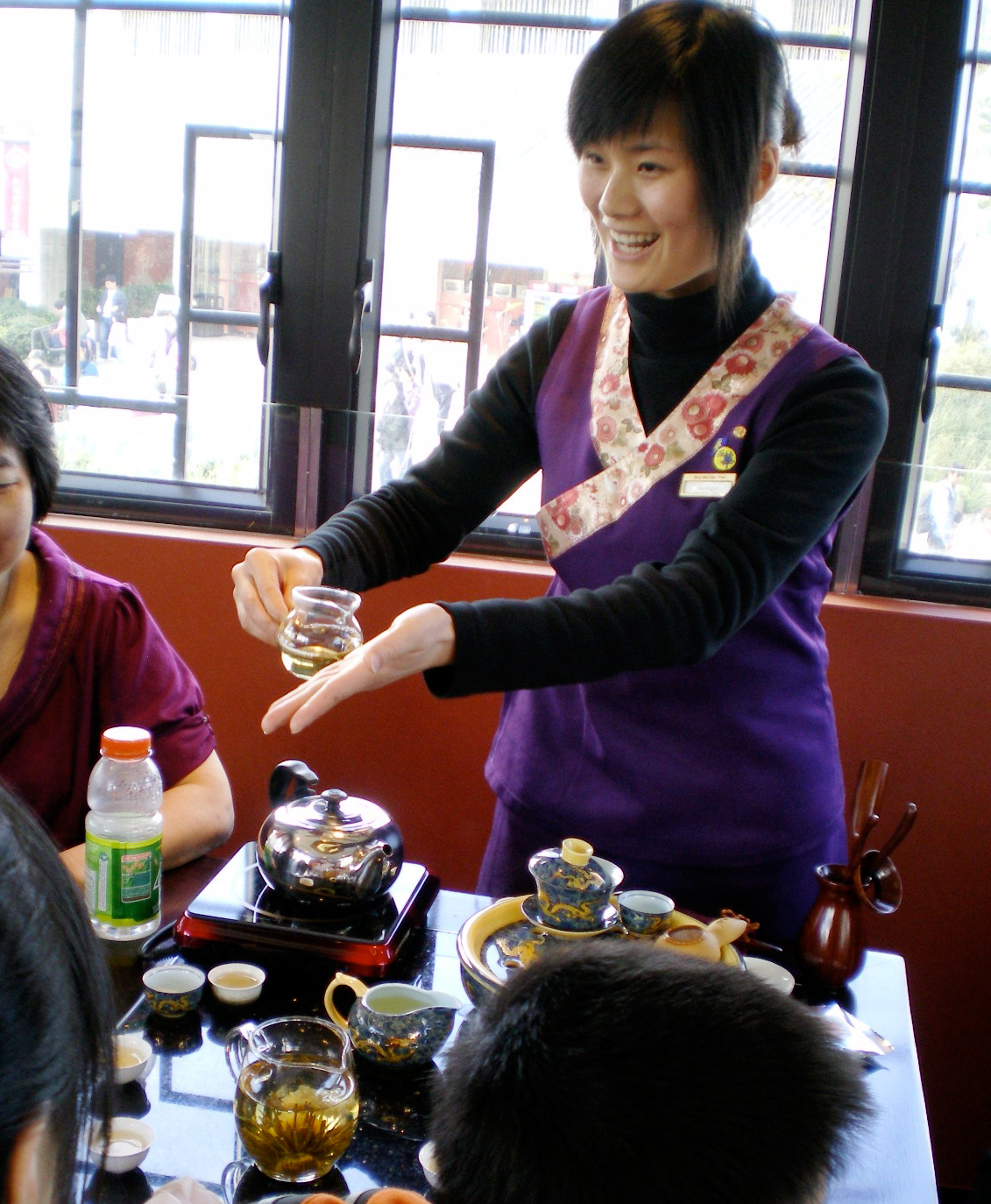
Господиня обслуговує чаєм традиційний китайський чайний будинок

Китайська чайна культура — способи приготування чаю, посуд та прилади, що використовуються, а також події, які є приводами для чаювання в Китаї.

## Роль чаю в китайській культурі
Чай у Китаї відносять до «двадцяти двох речей, які вживають щоденно» разом з дровами, рисом, маслом, сіллю, соєвим соусом та оцтом (кит.: 柴, 米, 油, 鹽, 醬, 醋, 茶). Китайська чайна культура відрізняється від європейської, британської та японської як способами приготування та пиття, так і приводами для чаювання. Чай у Китаї п'ють як у повсякденному житті, так і під час офіційних свят та ритуалів. Чай тут — не тільки напій, він відіграє важливу роль у традиційній китайській медицині, кухні та буддизмі. Існує також приказка — «茶禅一味» — «Чай та чонь одного смаку».
Не зовсім доречно казати про «чайну культуру Китаю» в цілому. Ті традиції вирощування та вживання чаю, що зазвичай мають опис як «китайські», правильніше було б називати «чайною культурою Центральних рівнин Китаю», у тому числі в середній та нижній течії Янцзи. Окрім неї, існує переважно оригінальна чайна культура Південно-Західного Китаю, звичаї якої розповсюджені в провінціях Юньнань, Ґуйчжоу та Сичуань. Ці райони, де з давніх часів вирощували чай, у новий час набагато менше піддавалися впливу зовні та зберегли безліч старих чайних традицій, які вже були забуті у районах Центрального Китаю.
Також вельми самобутня чайна культура Тибету, яка склалась, як вважається, у середині 700-х років, в епоху династії Тан. У Тибеті розповсюджено вживання масляного та молочного чаю, нехарактерного для інших провінцій Китаю.

## Етимологія
Українське слово «чай» походить від кит.: 茶 («ча»); рослину Camellia sinensis китайці називають «茶樹/茶树» («ча шу»). Приблизно до VIII с. до н. е. для чаю не було особливого слова; з іншими гіркими травами його називали «荼» («ту»). Не можна не помітити схожість цих двох ієрогліфів (всього одна додаткова горизонтальна риска в знаку 荼). Знак чаю складається з ключа № 140 «трава» «艸» («цао») в скороченому написанні «艹» та фонетичного елементу «余» («ту»). Коли чайний кущ стали відрізняти від інших трав, його назвали «檟苦荼» («цзя ку ту») — «вічнозелена гірка трава» — або в спрощеному написанні, «苦荼» («ку ту») або «荈» («чуань»).
Коли чай розповсюдився в Стародавньому Китаї більш широко, його стали називати словом «茗» («мін»), запозиченим, скоріше за все з бірманської мови. Це слово на сьогодні використовують у чайних товариствах Тайваню та Китаю.
Є інша версія походження цього слова. У своїх «Коментарях до Ерьї» (кит.: 尔雅注) Го Пу пише:
|  | Невелике деревце, схоже на гарденію жасміновидну, плодиться зимою, з листя можна зварити напій. Якщо зробити з молодого листя, то має назву «ту», а якщо з пізніх, то «мін».Оригінальний текст (кит.) [树小似栀子，冬生，叶可煮羹饮。今呼早取为荼，晚取为茗"] Помилка: [undefined] Помилка: {{Lang}}: немає тексту (допомога): невпізнаний код мови: cn (допомога) |

До кінця VIII с до н. е. знак «荼» спростився до «茶». У відомому «Трактаті про чай» (кит.: 茶經/茶经) поет епохи Тан Луюй (кит.: 唐陸羽/唐陆羽) розповів про походження знака чаю та різноманітних слів, котрі використовуються для його позначення. У першій главі трактату, «Витоки» (кит.: 卷上, 一之源), він пише:
|  | Його знак, можливо, походить від слова «трава»; можливо від слова «дерево», а може бути, від обох разомОригінальний текст (кит.) [其字：或從草，或從木，或草木並。] Помилка: [undefined] Помилка: {{Lang}}: немає тексту (допомога): невпізнаний код мови: cn (допомога) |

|  | Його імена: перше — «ча»; друге — «цзя»; третє — «ше»; четверте — «мін»; п'яте — «чуань».Оригінальний текст (кит.) [其名：一曰茶，二曰檟，三曰蔎，四曰茗，五曰荈。] Помилка: [undefined] Помилка: {{Lang}}: немає тексту (допомога): невпізнаний код мови: cn (допомога) |

- «ше» (кит.: 蔎): це слово мешканці сучасної провінції Сі Чуань використовують замість слова «荼» («ту»)
- «ча», «ше», «мін» та «чуань» (кит.: 茶, 蔎, 茗, 荈): у давнині перший врожай чаю називали «ча», другий — «мін», третій — «ше», четвертий — «чуань».

## Традиції чаювання

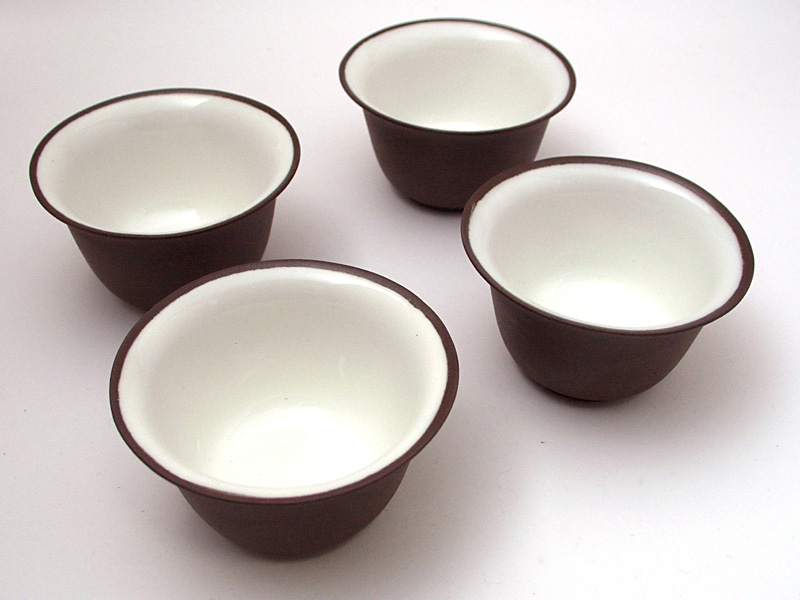
Чотири піали — китайські чашки для чаю.

Чай є традиційним напоєм у Китаї та вживається щоденно. Загалом, серед молодого покоління китайців помітне зниження зацікавленості до чаю та посилення пристрасті до західних солодких газованих напоїв, що деякими розглядається як тривожний сигнал. Сімейне чаювання стає скоріш традицією та способом відсвяткувати єднання родини з нагоди якого-небудь свята. При цьому чай (зазвичай — зелений) заварюється у великому чайнику (порцеляновому, фаянсовому або глиняному) одразу на всю родину, розливається у чашки або піали, з яких і випивається.
Окрім цього, китайці мають декілька приводів для приготування та спільного пиття чаю:
- «Знак поваги». У китайській спільноті заведено висловлювати повагу старшим, пропонуючи чашку чаю. Запросити родичів у ресторан на чашку чаю та заплатити за них — один з традиційних проявів поваги до старшого покоління та привід провести разом час. У минулому чай завжди подавали люди, які належали до привілейованої частини населення. У сучасному Китаї у зв'язку з лібералізацією громадськості трапляється, що батьки подають чай дітям, і навіть начальник може налити чай підлеглим. Однак на офіційних святах не варто очікувати, що більш високопоставлений учасник принесе вам чай.
- «Сімейна зустріч». Після створення власної родини, працюючи в далеких краях, діти рідко приходять до батьків; дідусі та бабусі нечасто бачаться з онуками. Тому спільні чаювання в ресторанах — важлива частина сімейних зустрічей. Щонеділі китайські ресторани заповнені відвідувачами, особливо у святкові дні. Це підтверджує важливість сімейних цінностей у Китаї.
- «Вибачення». У китайській культурі прийнято, просячи пробачення, наливати чай людині, перед якою вибачаєшся. Це — знак щирого каяття та покірності.
- «Висловлення вдячності старшим у день весілля». На традиційній китайській весільній церемонії наречена та наречений у знак поваги подають чай батькам, ставши перед ними на коліна. Молодята говорять батькам: «Дякую вам за те, що виростили нас. Ми у вічному боргу перед вами!». Батьки п'ють чай та дають молодятам червоний конверт, що означає вдачу.
- «Об'єднання великої родини в день весілля». Весільна чайна церемонія слугує приводом знайомства родин нареченого та нареченої. Оскільки китайські родини зазвичай дуже великі, може трапитись, що не всім учасникам вдасться познайомитись на весіллі. Зокрема, таке могло трапитись у давні часи, коли в батька родини могло бути кілька дружин, і відношення між деякими членами родини бували натягнутими. Тому, під час весільної чайної церемонії молодята подавали чай кожному члену родини, називаючи його на ім'я та за офіційним титулом. Спільне чаювання означало прийом нових членів у родину. Відмовитись від чаю означало опиратись шлюбу та «загубити обличчя». Старші родичі, які представлені на церемонії, передавали молодятам червоні конверти, а молодята, у свою чергу, віддавали їхнім неодруженим членам родини.
- «Підтримання традиції». У чаошанській традиції заведено збиратись з друзями та родичами в чайній кімнаті на церемонії Гунфу Ча. Під час церемонії досвіченіші учасники розповідають молодшим про звичаї, передаючи їм давні традиції.

## Вдячність за чай

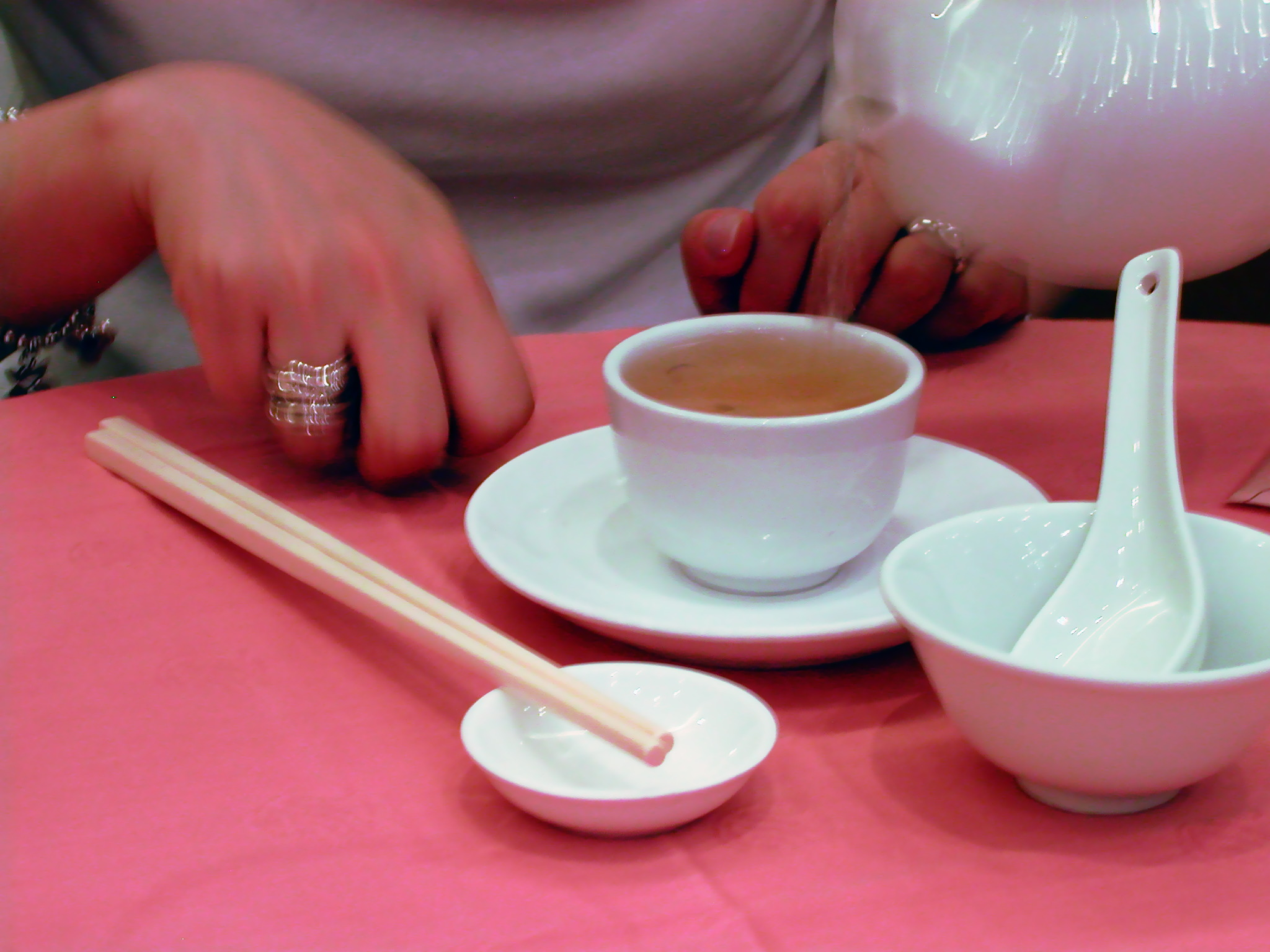
Постукування по столу в знак вдячності за чай.

Людина, якій налили чай, може висловити свою вдячність, постукавши по столу три рази зігнутими вказівним та середнім пальцями. Цей звичай розповсюджений у Південному Китаї (наприклад, у Гонконзі); в інших районах Китаю цього звичаю, як правило, не дотримуються.
Говорять, що звичай цей виник за часів династії Цинь, коли імператор Цяньлун таємно подорожував по країні, і йому було цікаво дізнатися, що думає народ про владу. Якось у трактирі імператор підсів до двох чоловіків, що розпивали чай, і завів бесіду. Чоловіки одразу зрозуміли, що перед ними не звичайний мешканець, та хотіли впасти перед ним на коліна, але чудово розуміли, що якщо всі дізнаються що перед ними імператор, то їх чекає смертельна кара, тому що імператор вважався величним та недоторканим, а ті люди з ним розмовляли на рівні. Після чаювання, молоді люди встали і один з них зробив два жести пальцями — спочатку поклав на край столу вказівний та середній пальці, після - той самий жест, тільки із зігнутими пальцями. Імператор не зрозумів та попросив пояснити, що це означає. Молодий чоловік відповів: «Ми знаємо, що перед нами Ваша високість, і тепер нас вб'ють за те, що ми з Вами розмовляли, але я хочу висловити Вам від нас та всього народу вдячність. Ці два жести означають, що Ваш народ преклоняється перед Вами». Чоловіки пішли. Імператор був здивований, і водночас радий, що про нього так думає його народ. З того часу подібний жест вказує повагу до людини за чаюванням.

## Як заварюють чай у Китаї
У Китаї існують безліч різноманітних способів заварювання чаю в залежності від обставин чаювання, матеріальної забезпеченості учасників та різновидів заварювального чаю. Наприклад, зелений чай ніжніший, ніж улун або чорний чай, тому для заварювання використовують менш гарячу воду.

### Заварювання в чашці чаоу 茶甌 [茶瓯] (гайвань)
Гайвань (蓋碗/盖碗; дослівно — «чаша з кришкою») називають також 蓋杯 (гай бей — «чашка з кришкою») або 焗盅 (цзю чжун — «посудина для закривання жару»). Слово «гайвань» — сучасна назва посудини. Спосіб був запозичений у народу Чаошан, котрий називав цей посуд «чаоу» 茶甌 [茶瓯].
Чаоу — набір, котрий складається з чашки, кришки та блюдця; його можна використовувати як окремо, так і в поєднанні з чайними чашками. Заварювання в чаоу застосовують, коли потрібно скуштувати чай, наприклад, при купівлі. У таких випадках важливо зберегти нейтральний смак чаю; необхідно також мати можливість подивитись на заварювальні листки чаю та понюхати їх. Цим способом заварювання користуються також для повсякденного чаювання, хоча його можна використовувати й у деяких формальних ситуаціях. Заварювати в чаоу можна будь-який чай, але найбільше всього цей спосіб підходить для слабоферментованих видів.
1. Скип'ятити воду або нагріти її до температури, яка відповідає конкретному чаю.
2. Нагріти чаоу окропом.
3. Насипати листя в чаоу.
4. Обмити листя чаю та негайно злити воду.
5. Налити воду по стінці чашки на 2/3.
6. Зачекати 30 секунд, розлити чай.
7. Подати чай.

### Заварювання в чайнику
Чай заварюють у великому чайнику (з фаянсу, порцеляни або глини), об'єму якого достатньо для усіх, хто збереться. Особливістю китайського чайника є те, що заварка засипається в невеличку склянку-ситце з дірочками (з того ж матеріалу, з якого зроблений чайник), який вставляється в чайник. При заварюванні воно заповнюється сухим чаєм наполовину, виконуючи, таким чином, роль дозатора заварки. Гаряча вода заливається в чайник через ситце, «промиваючи» заварку. Після того, як чайник заповнений і заварка розмокла, її іноді додатково трохи вичавлюють ложкою для повнішої екстракції. Вважається, що в ситечку чай краще промивається та цілком віддає речовини, які він містить. Хороші зелені чаї та улуни заварюють кілька разів. Під час настоювання температура води залежить від виду чаю. У Китаї існує повір'я, що якщо випити зранку зелений чай, то день буде вдалим. Китайці вживають лише зелений чай, хоча вирощують абсолютно різні сорти: від чорного до червоного чаїв.

### Чайна церемонія Гунфу Ча
Чайна церемонія Гунфу Ча зобов'язана своєю відомістю традиції народів Міньнань та Чаочжоу (або Чаошань). У ній використовується маленький чайник з ісінської глини місткістю близько 150 мл. Він не лише слугує прикрасою, але і допомагає «округлити» смак чаю. Заварювання в ісінському чайнику використовують як для індивідуального чаювання, так і в більш формальних ситуаціях, наприклад, для частування гостей. Нижче описаний спосіб заварювання чаю, вважається в Китаї мистецтвом. Він застосовується тільки для улунів. 
1. Довести воду на вогні до стану «Шум вітру в соснах» (приблизно 95 градусів). Кип'ятити воду не можна в жодному разі, бо тоді зіпсуєте і воду, і чай.
2. Нагріти посуд: налити в чайник воду, з нього вилити в чахай («море чаю»), з чахаю розлити у чашки та облити чайник зверху водою з чашок та чахаю (зазвичай весь посуд ставиться на чабань — чайну дошку (столик) з піддоном для збору води). Протерти чайним пензлем за годинниковою стрілкою чайник для звернення уваги.
3. Насипати улун у чахе й познайомитись з чаєм: роздивитись, подихати ним.
4. Насипати стільки чаю в чайник, скільки відповідає його об'єму.
5. «Вихлопати чай» (При перевезенні та транспортуванні утворюється чайний пил - його необхідно прибрати. Чайник замотується в чохол або рушник та обережно простукується по дну приблизно хвилину).
6. Налити в чайник воду з великої висоти (для «дихання» води), після чого одразу влити в чахай без ситечка та вилити з чахаю (перша заварка не випивається).
7. Налити воду в чайник ще раз, настояти від кількох секунд до півхвилини в залежності від сорту чаю.
8. Вилити чай у чахай із ситцем, після чого розлити його у довгі чашки з чайної пари (довга чашка — «Небесна», відповідає за аромат).
9. Накрити довгі чашки широкими та обережно одним рухом перегорнути (широка чашка — «Земна», відповідає за смак та колір чаю). Подавати пару потрібно на спеціальних підставках — невеликих витягнутих блюдцях.
10. Обережно витягнути з пари довгу чашку, подихати ароматом чаю з неї.
11. Подивитись на колір настою чаю та випити із широкої чашки.
12. Хороші улунські чаї заварюються від 5-7 до 10 разів. Під час церемонії потрібно бути спокійним душею та тілом. Це дуже відповідальний захід. Бажано мати чайну дошку, чайник з ісінської глини, чахе, чахай, чайник на живому вогнищі для води, чайну пару, набір чайних інструментів.

Китайська чайна церемонія відома не лише в Китаї, але й за її межами. Мистецтво приготування та пиття чаю допомагає людям налаштуватись на споглядання краси, забути про повсякденність та поділитись з іншими спокоєм та душевною рівновагою.